# 程式語言世代
编程语言（Programming Language）大致可以分为五个世代。
- 第一代语言：机器语言
- 第二代语言：汇编语言
- 第三代语言：高阶语言，例如C
- 第四代语言：極高階語言，例如SQL
- 第五代语言：逻辑导向语言，又称自然语言

## 世代

### 第一代
第一代语言是机器语言，由０和１组成，可以由处理器直接执行。执行速度最快，编辑难度高，可读性低。

### 第二代
第二代语言是汇编语言，属于低阶语言，但可读性较高。要使用汇编器（Assembler）译成机械码，才可由处理器执行。

### 第三代
第三代语言是高阶语言，较易被人类理解，包括常用的C／C++、C#、Objective-  C、Java、Pascal和Visual Basic等等……
高阶语言要使用预处理器、编译器和连结器翻译，才可产生执行档。

### 第四代
第四代语言又称为查询语言、非程序导向语言或極高階語言，语法较接近人类语言，例如SQL。
SQL可以使用select, from, order by等等的指令查询和排序数据库内容。如果使用高阶语言排序数据，我们须使用两个for回圈。

### 第五代
第五代语言又称为自然语言或逻辑导向语言，目前主要用于人工智能（AI）研究领域。它没有特别语法，能够让电脑直接处理人类语言所写的问题。